# آتش‌سوزی ۱۸۷۴ شیکاگو

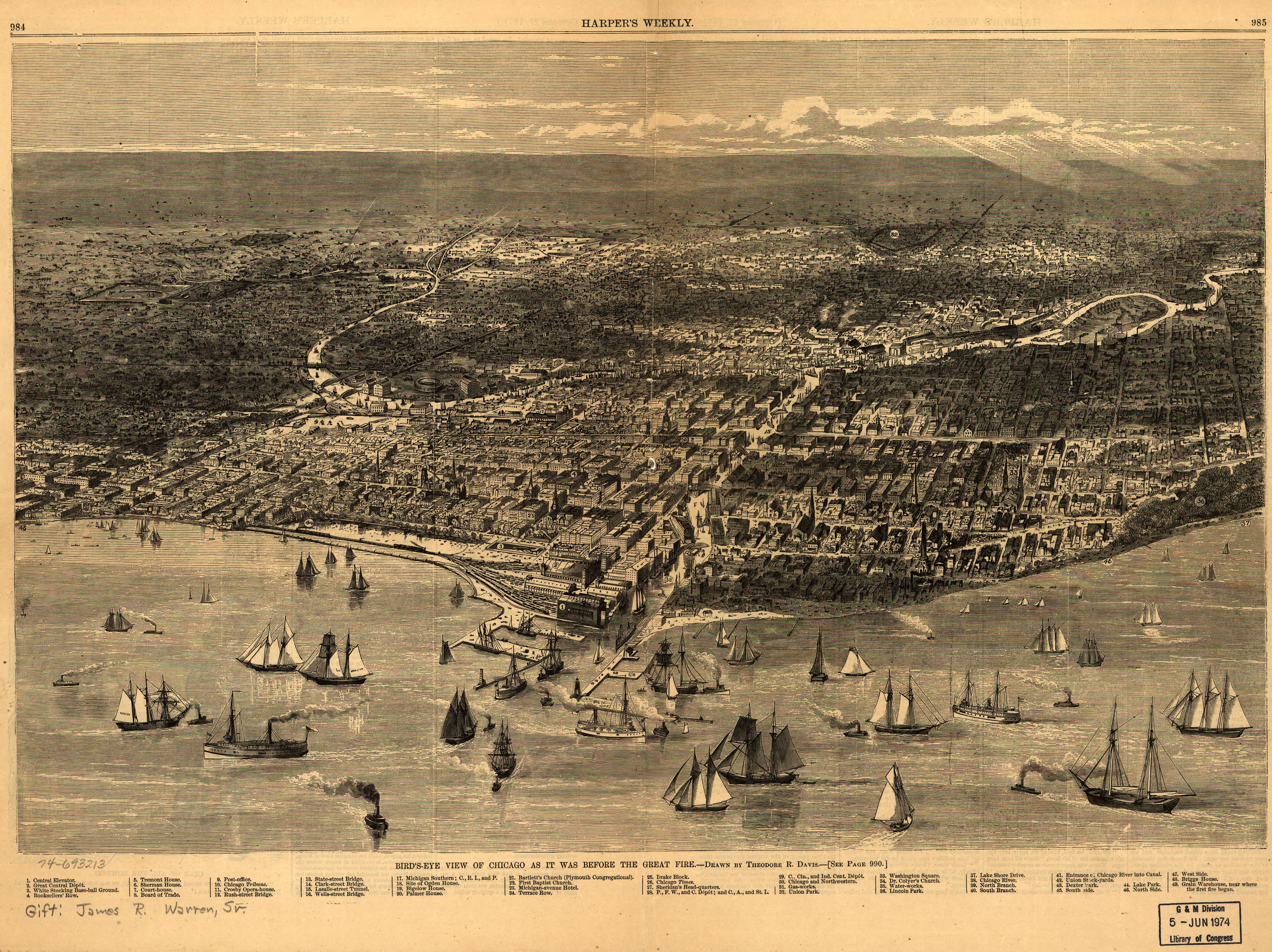
نقشه هوایی از شیکاگو که منطقه‌ای را که به طور خاص تحت تأثیر آتش‌سوزی ۱۸۷۴ قرار گرفته است، برجسته می‌کند

آتش‌سوزی شیکاگو در سال ۱۸۷۴ در ۱۴ ژوئیه رخ داد. گزارش‌ها درباره میزان خسارت تا حدی متفاوت است، اما منابع به طور کلی توافق دارند که آتش‌سوزی ۴۷ جریب فرنگی (۱۹ هکتار) درست در جنوب لوپ، ۸۱۲ سازه را نابود کرد و ۲۰ نفر را کشت. محله آسیب‌دیده محل سکونت جامعه مهاجران یهودی از روسیه و لهستان در شیکاگو بود، همچنین جمعیت قابل توجهی از خانواده‌های طبقه متوسط آفریقایی-آمریکایی؛ هر دو گروه قومی پس از آتش‌سوزی به محله‌های دیگر در غرب و جنوب شهر نقل مکان کردند.
هیئت ملی بیمه‌گران آتش‌سوزی صنعت بیمه با واکنش به این آتش‌سوزی، خواستار تغییرات گسترده در تلاش‌های پیشگیری و اطفای حریق شیکاگو شد. آن‌ها در نهایت بیمه‌گران آتش‌سوزی را تشویق کردند تا تمام پوشش ساختمان‌ها در شهر را در اکتبر لغو کنند. بسیاری از بیمه‌گران فعالیت‌های خود را در شیکاگو متوقف کردند و تنها پس از اینکه دولت شهری بسیاری از اصلاحات پیشنهادی را پذیرفت، به صدور بیمه‌نامه در شهر بازگشتند.

## نام
بلافاصله پس از آتش‌سوزی، تلاش‌هایی برای نام‌گذاری این واقعه صورت گرفت تا آن را با «آتش‌سوزی بزرگ شیکاگو» در سال ۱۸۷۱ مرتبط کنند. در ۱۷ ژوئیه، سه روز پس از آتش‌سوزی، شیکاگو تریبیون پیشنهاد کرد که "این رویداد اخیر را «آتش‌سوزی کوچک شیکاگو» بنامیم، تا آن را از «آتش‌سوزی بزرگ شیکاگو» که سه سال پیش رخ داد متمایز کنیم." در یک خاطره‌نامه بعدی، یک مدیر اجرایی بیمه آتش‌سوزی از شیکاگو ادعا کرد که این رویداد "به عنوان 'آتش‌سوزی کوچک بزرگ' شناخته می‌شود." با این حال، این نام‌ها هرگز به‌طور دائمی پذیرفته نشدند و انتشارات اخیر به سادگی این رویداد را "آتش‌سوزی ۱۸۷۴" یا "دومین آتش‌سوزی شیکاگو" نامیده‌اند.

## پیش‌زمینه
آتش‌سوزی ۱۸۷۱ منجر به تصویب مقررات جدیدی برای ساخت‌وساز مقاوم در برابر آتش شد که ساخت ساختمان‌های چوبی را در محدوده‌ای شامل خیابان ۲۲ام در جنوب، رود شیکاگو در شمال، خیابان هالستد در غرب و دریاچه میشیگان در شرق ممنوع می‌کرد. ساختمان‌های چوبی که قبلاً در این محدوده وجود داشتند مجاز به باقی ماندن بودند و سازه‌های موقت چوبی نیز تا زمان جایگزینی با ساختمان‌های دائمی اجازه ساخت داشتند. مقررات شهری مقرر می‌کرد که این ساختمان‌های "موقت" باید ظرف یک سال تخریب شوند، اما بسیاری از آنها همچنان باقی ماندند.
۱۴ ژوئیه روزی گرم در شهر بود و دمای هوا بیش از ۹۰ درجه فارنهایت (۳۲ درجه سلسیوس) بود. هوا برای هفته‌ها خشک بود و از اوایل ژوئن فقط یک روز میزان بارندگی بیش از حد ناچیز ثبت شده بود. این شرایط، همراه با "باد شدید دشت" که از جنوب غربی می‌وزید، باعث شد که آتش‌سوزی ۱۸۷۴ شباهت زیادی به آتش‌سوزی ۱۸۷۱ داشته باشد.
بخشی که در آتش‌سوزی ۱۸۷۴ سوخت، در جنوب هسته مرکزی شیکاگو قرار داشت که پس از آتش‌سوزی ۱۸۷۱ بازسازی شده بود. این منطقه در جنوب لوپ از نظر بسیاری ناخوشایند تلقی می‌شد. به گفته شیکاگو تریبیون: «این بخش از شهر شامل بدترین زاغه‌های ممکن است که بیشتر آن‌ها به عنوان خانه‌های فساد استفاده می‌شوند.» این محله به عنوان «یک کمربند گسترده از ساختمان‌های چوبی که سازه‌های جدیدی که در بخش تجاری بخش جنوبی شهر سر برآورده‌اند را تهدید می‌کند» توصیف شده است. برخی از این ساختمان‌ها از بخش جنوبی شهر به این منطقه منتقل شده بودند—تریبیون این انتقال را عمل «یک شورای شهر ضعیف و یک شهردار ضعیف» می‌نامد که با چیدن این ساختمان‌های چوبی قابل اشتعال در کنار هم، شهر را به خطر انداختند. لوله‌های آب در این بخش از شهر برای اهداف اطفای حریق کافی نبودند، زیرا «عمدتاً چهار اینچ قطر داشتند و به شدت با زنگ‌زدگی و خوردگی مسدود شده بودند، به طوری که یک موتور آتش‌نشانی بخار نمی‌توانست از یک شیر آتش‌نشانی آب کافی دریافت کند.» این محله، در آستانه آتش‌سوزی، یک انبار قابل اشتعال متراکم بود که به ویژه در شرایط خشک و بادی، بسیار مستعد تبدیل شدن به محل یک آتش‌سوزی بزرگ بود.

## منشأ
اگرچه همه گزارش‌ها در شناسایی منشأ آتش کمی قبل از ساعت ۴:۳۰ بعدازظهر در محله‌ای که به طور کلی به عنوان «منطقه شاین» شناخته می‌شد، واضح بودند، اما گزارش‌ها در مورد مکان دقیق شروع آتش متفاوت است. بر اساس گزارش مارشال آتش‌نشانی، آتش در خیابان چهارم (اکنون خیابان فدرال) شروع شد و به سرعت به یک ساختمان کارخانه روغن نزدیک خیابان کلارک و چهارم گسترش یافت. آتش توسط ده تا دوازده بشکه روغن در کوچه نزدیک ساختمان کارخانه روغن بیشتر شعله‌ور شد.
سان فرانسیسکو الواتور در ۸ اوت ۱۸۷۴ مقاله‌ای منتشر کرد که یک مغازه کهنه‌فروشی یهودی لهستانی در ۵۲۷ خیابان کلارک جنوبی را به عنوان منبع آتش شناسایی کرد. گفته می‌شود که مغازه‌دار در زمان کشف آتش غایب بود، اما یک روسپی که در اتاق غربی ساختمان ساکن بود، آتش را کشف کرد و در ساعت ۴:۲۹ بعدازظهر با زنگ شماره ۳۷ هشدار داد.

در تاریخ‌نگاری سه‌جلدی شیکاگو که در سال ۱۸۸۴ منتشر شد، آلفرد تی. آندریاس نوشت که "در ۱۴ ژوئیه ۱۸۷۴، ساعت ۴:۲۹ بعدازظهر، آتشی که منشأ آن احتمالاً عمدی بود، در ساختمان چوبی دوطبقه شماره ۴۴۹ خیابان کلارک جنوبی، که متعلق به لو گرند اودل بود و به عنوان یک سالن توسط ای. تی. کریجیر مورد استفاده قرار می‌گرفت، آغاز شد."
در سال ۲۰۰۹، یک کتابدار منطقه‌ای شیکاگو و ستون‌نویس آنلاین، آلیس ماجیو، در مقاله‌ای درباره این آتش‌سوزی ادعا کرد که آتش از یک طویله کوچک "نزدیک گوشه خیابان کلارک و خیابان دوازدهم" شروع شده است، مشابه نظریه ردشده‌ای که درباره آغاز آتش‌سوزی بزرگ شیکاگو در ۱۸۷۱ مطرح بود. ماجیو ادعا کرد که این طویله در کنار کارخانه روغنی قرار داشت که در گزارش رئیس آتش‌نشانی ذکر شده بود. علت دقیق آتش‌سوزی مشخص نبود، اما ساکنان منطقه ادعا کردند که مالک آن، ناتان آیزاکسون، عمداً آتش را روشن کرده است. پس از این آتش‌سوزی، آیزاکسون دستگیر و به اتهام آتش‌افروزی متهم شد. اگرچه برخی از همسایگانش در دادگاه شهادت دادند که او را در حال روشن کردن آتش دیده‌اند، اما هرگز محکوم نشد. ماجیو پیشنهاد می‌کند که شهادت این شاهدان بیشتر تحت تأثیر تعصبات نژادی بوده تا شواهد واقعی.

## مسیر آتش‌سوزی
بر اساس مقاله‌ای از روزنامه تریبیون که روز پس از آتش‌سوزی منتشر شد، این آتش در "مرکز بلوکی که با خیابان‌های دوازدهم، تیلور، کلارک و خیابان چهارم احاطه شده بود" آغاز شد، منطقه‌ای که تریبیون آن را "منطقه شاینی" نامید. به دلیل وزش باد شدید از جنوب غربی، آتش در جهت جنوب خیلی پیشروی نکرد و قبل از رسیدن به خیابان دوازدهم متوقف شد. در عوض، شعله‌ها به سمت شمال و شرق حرکت کردند و حدود ساعت ۵:۳۰ بعدازظهر به گوشه خیابان تیلور و خیابان استیت رسیدند. تا ساعت ۶:۰۰ بعدازظهر، مناره کلیسای متدیست آلمانی در گوشه خیابان سوم و پلک آتش گرفت.
آتش در حدود ساعت ۶:۳۰ بعدازظهر از خیابان استیت عبور کرد و تا ساعت ۷:۰۰ بعدازظهر به خیابان واباش نزدیک شد، زمانی که یکی از اعضای شورای شهر از سرپرست پلیس، رِهم، درخواست کرد از باروت برای تخریب برخی ساختمان‌ها در مسیر آتش به عنوان مانع آتش استفاده کند. رِهم این درخواست را رد کرد و گفت که مجاز به انجام چنین اقدامی نیست. این عضو شورا سپس به شهردار هاروی دولیتل کولوین مراجعه کرد، اما نتیجه‌ای حاصل نشد. در نهایت، تحت هدایت مارک شرایدن، عضو شورای شهر و یکی از کمیسرهای پلیس، تلاش‌هایی برای استفاده از باروت صورت گرفت، اما تأمین مقادیر کافی باروت در آن زمان بسیار دشوار بود و تخریب چند ساختمان چوبی کوچک تأثیر چندانی در مهار آتش نداشت.
آتش‌نشانان شهر تلاش کردند آتش را از جهت شمال و جنوب مهار کرده و آن را به سمت دریاچه میشیگان هدایت کنند تا خسارت‌ها را به حداقل برسانند. به نظر می‌رسید که این راهبرد باعث از بین رفتن خانه‌های کنار دریاچه در خیابان میشیگان شود، اما در نهایت آتش‌نشانی توانست تقریباً کاملاً آتش را در نزدیکی آن خیابان متوقف کند. هنگامی که آتش به سمت شمال در امتداد خیابان استیت حرکت کرد، ناظران نگران بودند که قلب منطقه تجاری شهر دوباره مانند آتش‌سوزی سال ۱۸۷۱ ویران شود، اما کمی شمال‌تر از هتل سنت جیمز و جنوب خیابان ون بیورن، یک دیوار ضدحریق توانست آتش را درست در آستانه ورود به منطقه تجاری متوقف کند. لحظه‌ای که مشخص شد این دیوار، که در یک گزارش آن را "قلعه حریق" نامیده بودند، حد شمالی گسترش آتش خواهد بود، توسط یک روزنامه‌نگار معاصر به عنوان نقطه عطفی در تلاش‌های آتش‌نشانی برای مهار شعله‌ها توصیف شد. آتش حدود نیمه‌شب خاموش شد و هتل خیابان میشیگان آخرین ساختمان بزرگی بود که در شعله‌ها سوخت.

## میزان خسارت
آتش‌سوزی حدود ۴۷ جریب فرنگی (۱۹ هکتار) را در بر گرفت و از خیابان ون بورن به سمت جنوب و غرب تا خیابان میشیگان گسترش یافت. گزارش خبرگزاری آسوشیتد پرس دو روز پس از حادثه وسعت آتش را این‌گونه توصیف کرد: "آتش بخش کوچکی از خیابان کلارک، نزدیک خیابان دوازدهم را سوزاند ... سپس خیابان‌های سوم و چهارم را بین پِک کورت و خیابان دوازدهم در بر گرفت و آن‌ها را تا خیابان هریسون سوزاند. خیابان استیت از هارمون کورت تا خیابان ون بورن سوخت، خیابان واباش از شماره ۴۵۲، نزدیک گوشه پِک کورت، تا شماره ۲۶۷، نزدیک گوشه خیابان ون بورن سوخت. خیابان میشیگان از خیابان هریسون تا خیابان ون بورن، در فاصله‌ای کوتاه، دچار حریق شد."

### سازه‌های آسیب‌دیده
ساختمان‌های شاخصی که در این آتش‌سوزی نابود شدند شامل کلیسای باپتیست اول، تئاتر بزرگ آدلفی، ساختمان مدرسه جونز، تئاتر آیکن، هتل خیابان میشیگان، کنگرس هال، ساختمان اینتر-اوشن، هتل سنت جیمز و یک اداره پست که قبلاً به عنوان کلیسای متدیست خیابان واباش استفاده می‌شد، بودند. برخی از اجتماعات مذهبی که مکان‌های عبادی خود را از دست دادند شامل کلیسای باپتیست اول، کلیسای باپتیست اولیوِت، کلیسای متدیست بِتِل، کلیسای متدیست آلمانی، کنیسه کهیلات بنی شالوم و کنیسه کهیلات انشه معراو بودند.
گزارش هیئت پلیس در اداره آتش‌نشانی به شورای شهر ۸۱۲ سازه آسیب‌دیده را به همراه مالکان، ساکنان و کاربری‌هایشان فهرست کرده است. آتش‌سوزی شامل آدرس‌های زیر بود:
- خیابان کلارک: ۴۴۹–۵۳۳
- خیابان چهارم: ۱۰۹–۲۸۴
- خیابان سوم: ۸۳–۲۶۶
- خیابان استیت: ۲۸۳–۵۱۶
- خیابان واباش: ۲۶۷–۴۷۵
- الدریج کورت: ۴۹–۵۳
- هابارد کورت: ۴۱–۵۰
- خیابان تیلور: ۶–۵۲
- خیابان پولک: ۶–۲۶
- خیابان ون بورن: ۴۶–۵۲
- خیابان میشیگان: ۱۹۸–۲۳۰
- خیابان کنگرس: ۱۲–۲۰
- خیابان هریسون: ۱۷–۹۸[۲۱]

در گزارش هیئت پلیس که بلافاصله پس از آتش‌سوزی منتشر شد، اطلاعاتی درباره خسارات فردی یا مطالبات بیمه‌ای ارائه نشد، اما میزان کلی خسارت ۱٬۰۶۷٬۲۶۰ دلار و ادعاهای بیمه‌ای ۱٬۸۶۰٬۰۰۰ دلار تخمین زده شد. این گزارش فهرست ۸۱۲ ساختمان آسیب‌دیده را به دسته‌های زیر تقسیم کرد:
- ۶۱۹ ساختمان چوبی (یک ساختمان چهارطبقه، ۲۱ ساختمان سه‌طبقه، ۴۷۱ ساختمان دوطبقه، و ۱۲۶ ساختمان یک‌طبقه[۱۵])
- ۱۹۰ ساختمان آجری
- ۳ ساختمان سنگی

و از میان این ساختمان‌های آسیب‌دیده:
- ۷۰۸ مغازه و خانه مسکونی
- ۸۹ انبار
- ۸ کلیسا
- ۴ هتل
- ۱ اداره پست
- ۱ مدرسه
- ۱ تئاتر
- ۱ ایستگاه آتش‌نشانی شرکت آتش‌نشانی شماره ۲۱ (نخستین آتش‌نشانی سیاه‌پوستان در شیکاگو که در این آتش‌سوزی نابود شد و هرگز توسط شهر بازسازی نشد)[۲۲]

## پوشش خبری
گزارش‌های روزنامه‌ای پس از آتش‌سوزی، جوامع ساکن در آن منطقه از شهر، به‌ویژه ساکنان یهودی آن را مورد نکوهش قرار دادند:  
"آن‌ها همان دست‌فروشانی هستند که پشت‌های خمیده و بارکششان در هر سرزمینی شناخته شده است؛ کودکانی که از آن‌ها می‌ترسند و سگ‌هایی که در روستا به آن‌ها پارس می‌کنند، و در تجارت، می‌توانند از همه یهودیان دیگر زرنگ‌تر باشند. دیشب، آن‌ها با هماهنگی‌ای که حتی برای این سرگردانان مادرزاد هم غیرعادی بود، بساطشان را جمع کردند و، آیا لازم است گفته شود، با سرعتی غیرمعمول؟"
روزنامه شیکاگو تایمز اشاره کرد که آتش‌سوزی، یک محله چراغ قرمز ber را سوزانده است و گردهمایی روسپیانی که در حال فرار از شعله‌ها بودند را این‌گونه توصیف کرد: "هوگارث و 'خیابان آبجو و کوچه جین' با ترکیبی از ... 'سرنوشت یک روسپی'."
برخی مقالات، آتش را در یک چارچوب مذهبی مطرح کردند و آن را نتیجه اجتناب‌ناپذیر فعالیت‌های گناه‌آلود منطقه جنوب نزدیک دانستند و حتی به‌عنوان یک پیامد مطلوب که بدترین عناصر شهر را پاکسازی می‌کند، توصیف کردند:  
"یهودیان و غیریهودیان، سفیدپوستان و سیاه‌پوستان، درستکاران و فاسدان، در این محله زندگی می‌کردند و حالا پناهگاه‌ها و خانه‌هایشان از بین رفته است. این افراد، که بدتر از اسماعیلیان‌اند و دنیا آن‌ها را محکوم کرده است، در عرض یک ساعت، هم کاخ گناهشان را از دست دادند و هم کلبه فسادشان را. فقط به همین طریق بود که این منطقه آلوده می‌توانست پاکسازی شود؛ اما این کار به‌خوبی انجام نشد. سه یا چهار بلوک در جنوب، شرق و غرب نیز باید به همین سرنوشت دچار می‌شدند تا شهر واقعاً نجات پیدا کند. باید یک آتش‌سوزی دیگر در آنجا رخ دهد تا شهر کاملاً پاک شود."
یک نویسنده در روزنامه شیکاگو تریبیون اظهار داشت که آتش احتمالاً آسیب پایداری به آفریقایی‌آمریکایی‌های ساکن آن منطقه وارد نخواهد کرد، زیرا به نظر او، جامعه سیاه‌پوستان آن محله از نظر مالی باثبات‌تر بود و پس‌اندازهایی در حساب‌های بانکی محلی داشت، در مقایسه با دیگر ساکنانی که یا پول خود را صرف کالاهای بی‌ارزش خانگی کرده بودند یا به‌عنوان ولگردان بی‌خانمان شناخته می‌شدند.

## تأثیر فوری
دو روز پس از وقوع آتش‌سوزی، روزنامه شیکاگو تریبیون مقاله‌ای منتشر کرد که استدلال می‌کرد درس‌های آتش‌سوزی ۱۸۷۱ آموخته نشده‌اند و خواستار اصلاحات فوری برای بهبود حفاظت در برابر آتش در شهر شد.
هتل سنت جیمز تصمیم گرفت از آدرس قبلی خود در خیابان‌های ون بورن و استیت به گوشه نزدیک‌تر در خیابان‌های استیت و واشینگتن منتقل شود. کلیسای باپتیست اول، با وجود اینکه تازه ساخته شده بود، تصمیم گرفت در همان محله بازسازی نکند و به جای آن به جنوب شهر نقل مکان کند. کتابخانه انجمن تاریخی شیکاگو، که در آتش‌سوزی بزرگ ۱۸۷۱ نابود شده بود، با کمک‌های قابل توجه از سوی دیگر انجمن‌های تاریخی در سراسر کشور و بین‌المللی مجدداً پر شد، اما این مجموعه جایگزین نیز در آتش‌سوزی ۱۸۷۴ از بین رفت، که نیاز به یک تلاش مجدد برای بازسازی مجموعه کتابخانه را ضروری ساخت. به طور کلی، در کل منطقه آسیب‌دیده، "میزان خسارت‌های وارده در آتش‌سوزی بالغ بر ۳٬۸۴۵٬۰۰۰ دلار بود، با پوشش بیمه‌ای به مبلغ ۲٬۲۰۰٬۰۰۰ دلار."
صنعت بیمه آتش‌سوزی واکنشی جدی به آتش‌سوزی ۱۸۷۴ نشان داد؛ هیئت ملی بیمه‌گذاران (مستقر در نیویورک) اصرار داشت که شهر بلافاصله به فهرستی از درخواست‌ها پاسخ دهد، از جمله افزایش قطر لوله‌های آب، سازماندهی مجدد آتش‌نشانی تحت مدیریت یک رئیس قدرتمند (به جای یک هیئت انتخابی)، و ممنوعیت ساخت ساختمان‌های چوبی در محدوده شهری. تا زمانی که این درخواست‌ها اجرا نشدند، این هیئت به تمامی شرکت‌های بیمه آتش‌سوزی توصیه کرد که از انجام تجارت با هر مشتری در شیکاگو خودداری کنند، و اکثر شرکت‌ها از این پیشنهاد پیروی کردند تا شهر را تحت فشار قرار دهند. در پاسخ، محدودیت‌های دائمی آتش‌سوزی تا محدوده قانونی شیکاگو گسترش یافتند و در یک فرمان رسمی در تاریخ ۲۰ ژوئیه ۱۸۷۴ به شورا توصیه شدند.
ساختمان‌های جدید دیگر نمی‌توانستند در محدوده جدید تعیین‌شده بدون دریافت مجوز از هیئت کارهای عمومی ساخته شوند. ساختمان‌های چوبی که در محدوده شهری شیکاگو قرار داشتند، نمی‌توانستند گسترش یابند، ارتفاعشان افزایش یابد یا تعمیر شوند، مگر با اجازه کتبی از هیئت کارهای عمومی. علاوه بر این، هیچ ساختمان چوبی نمی‌توانست از یک قطعه زمین به قطعه‌ای دیگر در محدوده شهر منتقل شود، اما ساختمان‌های چوبی می‌توانستند به مناطقی در خارج از محدوده شهر منتقل شوند، به شرطی که ارزش ساختمان بیش از ۵۰٪ هزینه ساخت یک ساختمان جدید "با همان ویژگی‌ها" باشد. "ویژگی" ساختمان باید توسط شهردار و هیئت کارهای عمومی تعیین می‌شد. همچنین، شهر مجبور شد تجهیزات اضافی برای آتش‌نشانی خریداری کند.
علی‌رغم سرعت این واکنش، کسب‌وکارها و خانه‌های شیکاگو همچنان قادر به دریافت بیمه آتش‌سوزی نبودند تا زمانی که یک شورا برای ارائه پیشنهادی درباره سازماندهی مجدد آتش‌نشانی و اصلاح رویکرد شهر به پیشگیری و مقابله با آتش تشکیل شد. این شورا، انجمن شهروندان شیکاگو، در سال ۱۸۷۴ تشکیل شد و به زودی بازرسی و بررسی ساختمان‌ها را اجرا کرد. این انجمن ژنرال الکساندر شالر، رئیس آتش‌نشانی نیویورک، را استخدام کرد تا آتش‌نشانی شیکاگو را بر اساس مدل نظامی سازماندهی کند: کل بخش به صورت یک تیپ متشکل از شش گردان ساختاربندی شد که هر یک تحت مدیریت یک معاون آتش‌نشانی قرار داشت و هر گردان به واحدهایی به رهبری کاپیتان‌ها و ستوان‌ها تقسیم شد. اداره جدیداً سازمان‌یافته تحت رهبری رئیس جدید آتش‌نشانی شهر، ماتیاس بنر، اداره می‌شد. بیشتر اصلاحات مورد درخواست بیمه‌گذاران تا پاییز ۱۸۷۴ اجرا شد و شرکت‌های بیمه دوباره فعالیت خود را در شهر از سر گرفتند.

## تأثیر بلندمدت
انجمن شهروندان شیکاگو به کار خود در زمینه پیشگیری و مقابله با آتش‌سوزی در شهر پس از اقدامات فوری در پاسخ به شرکت‌های بیمه در سال ۱۸۷۴ ادامه داد. در سال ۱۸۷۶، این انجمن تدابیر ایمنی دیگری را اجرا کرد، از جمله الزام به نصب راه‌های فرار فلزی در ساختمان‌های مسکونی با بیش از سه طبقه. آتش‌سوزی‌های کوچکتری که در ماه‌های پس از آتش‌سوزی ۱۸۷۴ رخ داد، منجر به "استخدام سیصد نگهبان ویژه شبانه شد که با فانوس‌های قرمز در خیابان‌ها به دنبال عوامل آتش‌سوزی و حوادث احتمالی می‌گشتند." در این دوره، بازرگانان محلی تلاش کردند تا اعضای شورای شهر شیکاگو را انتخاب کنند که ایمنی در برابر آتش‌سوزی را در اولویت قرار دهند و به اجرای مصوبات سال ۱۸۷۴ ادامه دهند. یکی از بیمه‌گران آتش‌سوزی، چارلز اچ. کیس از شرکت بیمه رویال، به عنوان یکی از اعضای شورای شهر انتخاب شد و نهادی به نام "گشت بیمه آتش‌سوزی" برای پیگیری اصلاحات مداوم تأسیس شد.
پس از این آتش‌سوزی، اقلیت‌هایی که در منطقه "سوخته" زندگی می‌کردند، معمولاً به سایر نقاط شهر نقل مکان کردند. جامعه یهودیان آسیب‌دیده از آتش‌سوزی، که عمدتاً از مهاجران روسیه و لهستان تشکیل شده بود، به محله‌هایی در غرب رودخانه شیکاگو نقل مکان کردند و جای خانواده‌های ایرلندی و آلمانی نسل دومی را گرفتند که از مرکز شهر دورتر می‌شدند. منطقه‌ای که به آن نقل مکان کردند، در دهه‌های بعد به "گهواره فرهنگ یهودیان در شهر" تبدیل شد.
برآورد شده است که این آتش‌سوزی ۸۵ درصد از املاک متعلق به آفریقایی-آمریکایی‌های شهر را نابود کرد. اگرچه تقریباً نیمی از خانواده‌های بی‌خانمان شده به محله‌های مختلط نقل مکان کردند، اما بیشتر سایر خانواده‌ها به منطقه‌ای معروف به کمربند سیاه رفتند. این منطقه به "مرکز زندگی سیاه‌پوستان شیکاگو در قرن بیستم" تبدیل شد. بیشتر جمعیت آفریقایی-آمریکایی شهر در این منطقه سکونت داشتند و مؤسسات مهم سیاه‌پوستان نیز در آن متمرکز بودند.
آتش‌سوزی همچنین باعث بی‌خانمانی حدود ۵۰۰ روسپی از روسپی‌خانه‌های محله شد. «خانه‌های بدنام» به سرعت در جنوب خیابان هجدهم دوباره ظهور کردند و در نهایت به منطقه بدنام لووی تبدیل شدند. خیابان واباش پیش از این، محله‌ای اعیان‌نشین با کلیساها و خانه‌های بزرگ بود، اما بسیاری از ساکنان و جماعت‌های مذهبی آن پس از آتش‌سوزی به خیابان پریری نقل مکان کردند.

## مطالعه بیشتر
- کیس، جاناتان جی. ۱۹۹۷. "آتش فراموش‌شده." تاریخ شیکاگو. صفحات ۵۲–۶۵.